# 체실 비치에서 (영화)
《체실 비치에서》(영어: On Chesil Beach)는 2017년 공개된 영국의 드라마 영화이다. 도미닉 쿡의 감독 데뷔작이다. 영국의 소설 문학상인 부커상 후보로 선정 된 이언 매큐언의 동명의 소설을 원작으로 하고 있으며, 매큐언이 각색하였다. 시얼샤 로넌과 빌리 하울이 출연한다. 1962년 영국의 체실 비치에 신혼여행을 온 자유로워지길 갈망하지만, 아직 보수적인 의식을 벗어던지지 못한 젊은 부부의 성과 사랑에 관한 이야기를 담고 있다.
이 영화는 2017년 9월 7일 토론토 국제 영화제의 특별 발표 섹션부문으로 초청되어 초연 되었다. 라이언스게이트 배급으로 2018년 5월 18일 영국 및 미국에서 개봉되었다.

## 줄거리
1960년대 초, 런던 대학교에서 사학을 전공한 청년 에드워드(빌리 하울 분)와 바이올리니스트 플로렌스(시얼샤 로넌 분)는 연애 끝에 결혼식을 올리고 체실 비치의 외딴 호텔로 신혼여행을 온다. '성문제를 화제에 올리는 것조차 불가능하던' 당시, 지금껏 순결을 지켜왔던 두 남녀는 서로에게 털어놓지 못한 고민을 안고 있다. 에드워드의 고민이 미숙한 첫날 밤에 대한 걱정이라는 지극히 새신랑 다운 고민인 반면, 플로렌스는 섹스 자체를 혐오한다는 훨씬 무거운 고민을 갖고 있다. 결국 첫날 밤 잠자리에 실패한 후 플로렌스는 자기 희생적인 결혼 방식을 제안하지만 에드워드는 그것을 받아들이지 못한 채 결별을 택하는데…

## 출연진
- 시얼샤 로넌 - 플로렌스 폰팅 역
- 빌리 하울 - 애드워드 메이휴 역
- 에밀리 왓슨 - 바이올렛 폰팅 역
- 앤 마리 더프 - 마조리 메이휴 역
- 사뮤엘 웨스트 - 제프리 폰팅 역
- 에드리언 스카보로 - 라이오넬 메이휴 역
- 비비 케이브 - 루스 폰팅 역
- 필립 라베이 - 밥 역
- 올리버 존스톤 - 테드 역
- 브론테 카마이클 - 어린 클로에 모렐 역
- 애나 버제스 - 앤 메이휴 역
- 미아 버제스 - 해리엣 메이휴 역